# Сграда с двуглав орел
Сградата с двуглавия орел (на гръцки: Κτήριο με τον «Δικέφαλο αετό») е емблематична сграда в град Солун, Гърция.

## Местоположение
Сградата е разположена в центъра на града на улица „Егнатия“ № 34.

## История и архитектура
Сградата е построена в 1925 година по проект от 1924 година на архитект Максимилиан Рубенс. Основната характеристика на сградата е извитият фронтон, който се оформя в най-високата точка, завършвайки със статуя на двуглав орел, символ на Византийската империя. Разрешението за строеж се отнася до сграда с мазе, партер с четири магазина и четири етажа, със седем офиса. В крайна сметка са построени само партер и два етажа.
Реализираният фронтон се различава от това на одобрените чертежи, според което фронтонът е разделен на три вертикални зони с най-широката и особено подчертана централната от тях. В крайна сметка фасадата е организирана в пет зони, разделени от шест фалшиви пиластра, като централната е особено подчертана, както поради по-малките си размери, така и поради извития фронтон, който се формира в горната точка.